# Добиро
Добиро (груз. დობირო) — село в Грузии, на территории Самтредского муниципалитета края (мхаре) Имеретия.

## География
Село находится в западной части Грузии, к югу от реки Риони, на расстоянии приблизительно 9 километров (по прямой) к юго-востоку от города Самтредиа, административного центра муниципалитета. Абсолютная высота — 246 метров над уровнем моря.

## Население
По результатам официальной переписи населения 2014 года, в Добиро проживало 137 человек (68 мужчин и 69 женщин). В национальной структуре населения грузины составляли 100 %.
| Год  | Население, человек |
| ---- | ------------------ |
| 2002 | 257                |
| 2014 | ↘ 137              |